# 李輝堂
李輝堂（1869年—1943年），早年在上海一家外國洋行任職。自1928年開始接觸集郵後，乾脆辭掉洋行職務轉而開設一間郵票店專營郵票買賣生意。因此，李氏為中國集郵界公認最早的郵商。李輝堂經營郵票生意之餘，也曾擔任上海郵票會核心幹部以及中國郵商公會會長。晚年因郵票店經營不善，窮途潦倒，最後病逝上海。